# Thanatus plumosus
Thanatus plumosus är en spindelart som beskrevs av Simon 1890. Thanatus plumosus ingår i släktet Thanatus och familjen snabblöparspindlar. Inga underarter finns listade i Catalogue of Life.